# История на волейбола
Историята на волейбола започва в САЩ на 9 февруари 1895 г.
Тогава Уилям Морган поставя мрежа за тенис на височина 197 см и неговите ученици започват да прехвърлят през нея плондер от баскетболна топка. В началото броят на участниците не е ограничен, а също така началният удар се изпълнява с една ръка на един крак. Морган нарича играта „Минтонет“.
След година, на конференцията на колежите на асоциацията на младите християни в Спрингфилд, играта получава своето име волейбол по предложение на професор Алфред Т. Халстед.
През 1897 г. са публикувани първите правила на волейбола: размер на площадката 7,6 х 15,1 метра (25 х 50 фута), височина на мрежата 198 сантиметра (6,5 фута), топка с обиколка 63,5 – 68,5 см (25 – 27 инча) и с тегло 340 грама, брой на играчите на терена и ударите на топката не е ограничен, точка се зачита само при собствен начален удар, несполучлив начален удар може да се повтори, играе се до 21 точки в гейм.
За разпространяването и популяризацията на волейбола способстват членовете на YMCA. През 1900 г. играта става известна в Канада, после в Куба (1906), Япония (1908), през 1910 г. се играе на Филипините, в Бирма, Индия, Китай. През 1913 г. е включена в програмата на първите Игри на страните от Югоизточна Азия в Манила. По време на Първата световна война (1914 – 1918) волейболът заедно с американския експедиционен корпус се „десантира“ на европейския континент.
Основните правила на играта се сформират в периода 1915 – 1925 г. Докато в Америка, Африка и Европа се практикува волейбол с 6 играча, в Азия играят по 9 души от отбор.
През 1922 г. в Ню Йорк, район Бруклин се провежда първенството в Северна Америка на YMCA с участието на 23 мъжки отбора от САЩ и Канада. През същата година е образувана федерацията по баскетбол и волейбол на Чехословакия – първата в света спортна организация по волейбол. Във втората половина на 1920-те години възникват националните федерации на България, Съветския съюз, САЩ и Япония. През същия период се формират главните технически умения – сервис, вдигане, атакуващ удар и блокада. На тяхна основа възниква тактиката за отборни действия. През 1930-те години се появяват груповият блок и покриването, разнообразяват се атакуващите удари и пусканията.
Международната федерация по волейбол (FIVB, МФВ) е основана през 1947 г. Тя включва 218 национални федерации към 2002 г. и е втората по членове спортна организация в света след Международният олимпийски комитет (МОК).
След края на Втората световна война (1939 – 1945) започва разширяване на международните контакти. На 18-20 април 1947 г. в Париж се провежда първият конгрес на Международната федерация по волейбол с представители от 14 страни: Белгия, Бразилия, Египет, Италия, Нидерландия, Полша, Португалия, Румъния, САЩ, Унгария, Уругвай, Франция, Чехословакия, Югославия, които стават първите официални членове на МФВ. За първи президент на МФВ е избран френския архитект Пол Либо, преизбиран многократно на този пост до 1984 година, когато се оттегля и за президент на FIVB е избран доктор Рубен Акоста, адвокат от Мексико. МФВ одобрява официалните международни правила, сформирани са арбитражна комисия и комисия по разработване и усъвършенстване на правилата на играта.
Първият световен шампионат за мъже се провежда през 1949 г., а за жени през 1952 г.
През 1954 г. в Манила е образувана Азиатската конференция на волейбола, а година по-късно в Токио се провежда и първият шампионат на Азия, който се играе както по международните правила (с 6 играчи на полето), така и по азиатските (с 9 играчи). През същата година волейболът е включен в програмата на Панамериканските игри.
Международния олимпийски комитет признава волейбола за олимпийски вид спорт едва на своята 53-та сесия, протекла в София на 24 септември 1957 г.
Европейска конфедерация по волейбол (CEV) е основана на 21 октомври 1963 г. Базирана е в Люксембург и включва 54 федерации от Европа.
На първия в историята олимпийски волейболен турнир, проведен през 1964 година на XVIII олимпиада в Токио, волейболът се отличава с атлетизъм. Превъзходството на мощното нападение над защитата е толкова очевидно, че международната федерация решава да модернизира правилата на волейбола. На играчите от отбраняващия се отбор е разрешено да пренасят ръцете в полето на съперника при блокиране и повторно да ударят топката след блокиране. Нововъведението уравновесява възможностите за атака и защита. Волейболът става по-скоростен и емоционален.
През 1967 година е проведен първият шампионат на Африка, а година по-късно в Мексико е проведен и първият шампионат на страните от Северна и Централна Америка и Карибския басейн.
През 1988 година се въвежда системата грешка – точка за 5-ия гейм. От 1998 г. тя се въвежда за всички геймове, като точките за победа се увеличават от 15 на 25, с изключение на 5-ия гейм, където остават 15. Тогава се въвежда и постът „либеро“.